# Jaume Bauzá Mayol
Jaume Bauzá Mayol (Montuïri, 1972 o 1973) és un empresari i polític mallorquí del Partit Popular.
Fou batle de Montuïri a partir del 2010. Després de les eleccions municipals del 2011 va revalidar la batlia per majoria absoluta. Arran dels resultats del PP a les eleccions municipals del 2015 va perdre la batlia a mans del candidat de MÉS per Mallorca, Joan Verger. Va formar part del corrent crític dins del Partit Popular balear contra l'anterior president, Gabriel Company.
El 2023, ja amb Margalida Prohens com a presidenta del PP balear, es presentà com a diputat per Mallorca a les eleccions al Parlament de les Illes Balears de 2023, essent nomenat diputat. Gràcies a un acord entre el Partit Popular i Vox que possibilità un govern en solitari del PP, fou nomenat Conseller de Turisme, Cultura i Esports.